# Internationales Krisenmanagement
Internationales Krisenmanagement (IKM) ist gemäß der Konzeption der Bundeswehr ein Bestandteil des Aufgabenspektrums der Bundeswehr in einem multinational abgestimmten Rahmen.
Die Aufgabe umfasst im gesamten Bedrohungs- und Krisenspektrum Beiträge zur nationalen Krisenfrüherkennung und zur Krisenprävention, zur Bewältigung bewaffneter Konflikte und zur Krisennachsorge. Sie dient dazu, ein Land oder eine Region zu stabilisieren und damit Gefahren für Deutschland und seine Verbündeten abzuwenden. Die Anforderungen reichen von präventivem Handeln bei krisenhaften Entwicklungen über zeitlich begrenzte, hoch intensive Operationen in schneller Reaktion bis hin zu lang andauernden stabilisierenden Einsätzen im Rahmen der Sicherheitsvorsorge und Krisennachsorge.
Ebenso gehören Beiträge zum Kampf gegen den transnationalen Terrorismus, Proliferation von Massenvernichtungswaffen, gegen Cyberangriffe und Bedrohungen aus dem Weltraum, gegen neuartige hybride Bedrohungen als auch die Durchsetzung von Embargos und Wirtschaftssanktionen und diplomatischer Bemühungen zum Krisenmanagement.
Krisen und bewaffnete Auseinandersetzungen sind im Rahmen der NATO und der Gemeinsamen Sicherheits- und Verteidigungspolitik der EU auf Basis der UN-Charta zu bewältigen, auch durch Beteiligung an UN-Friedensmissionen.
Die Bundeswehr unterstützt die globale Sicherheitsarchitektur mit ihrer Präsenz, mit der Demonstration militärischer Stärke und mit der Durchsetzung von Sanktionsmaßnahmen der internationalen Gemeinschaft und durch Ertüchtigung der Sicherheitsstrukturen von Partnern und Regionalorganisationen.
Wenn sich die Sicherheitslage in einer Region oder einem Raum verschlechtert und deutsche Interessen berührt sind, kann die Bundeswehr mit einer Vielzahl von militärischen Maßnahmen im niedrigen Eskalationsspektrum, auch in Unterstützung diplomatischer Maßnahmen, reagieren. Mit der Präsenz militärischer Stärke in einer Krisenregion mit Kräften an Land, in der Luft oder auf See kann ein Aggressor von seinem Vorhaben abgebracht werden, ohne dass es zu einem offenen Konflikt kommt. Schutz- und Geleitoperationen in Krisenregionen dienen dazu, Schifffahrt, Luftverkehr und Handelswege zu sichern und die Reaktionsfähigkeit und Mobilität der eigenen Kräfte zu erhöhen.
Fähigkeiten im Cyber- und Informationsraum sowie im Weltraum komplementieren die militärische Stärke und stellen in heutigen Konflikten wesentliche Elemente eines vernetzten Ansatzes dar.
Wenn der Ausbruch von Gewalt nicht zu verhindern ist, kann ein zeitlich begrenzter friedenserzwingender Kampfeinsatz erforderlich werden, an den sich eine Stabilisierungsoperation anschließen kann. Friedenserzwingende Maßnahmen sind so zu wählen, dass die Folgen die beabsichtigte langfristige Stabilisierung nicht beeinträchtigen. Streitkräfte müssen einen Waffenstillstand einschließlich der Einrichtung von Flugverbotszonen, Puffer- und Schutzzonen und der Entwaffnung und Rückführung der Konfliktparteien umsetzen können. Wenn erforderlich, nehmen sie Aufgaben zur Stabilisierung des Umfeldes und zum Schutz der Bevölkerung und kritischer Infrastrukturen wahr. Zum Trennen von Konfliktparteien kann das Bezwingen eines militärischen Gegners erforderlich sein.
In der Krisennachsorge gilt es, zur Herstellung von staatlicher Sicherheit und Ordnung beizutragen und neuen Kampfhandlungen vorzubeugen sowie Schäden zu beseitigen und Wiederaufbauarbeit zu leisten. Ist das betroffene Land selbst nicht in der Lage, die öffentliche Sicherheit und Ordnung umfassend sicherzustellen, kann die Bundeswehr in einem ressortübergreifenden Ansatz vorübergehend auch Ordnungsaufgaben wahrnehmen. Gleichermaßen wird der Aufbau von Behörden und Organisationen mit Sicherheitsaufgaben unterstützt. Die Bundeswehr trägt durch Beratung, Ausbildung, Ausstattung/Ausrüstung sowie weitere Ertüchtigungsmaßnahmen zur Verbesserung oder Wiederherstellung erforderlicher Strukturen und zum Aufbau von Fähigkeiten im Land bei. Zusätzlich kann sie lageabhängig mit eigenen Fähigkeiten in Zusammenarbeit mit staatlichen und nichtstaatlichen Organisationen einen wesentlichen Beitrag zur Stabilisierung des Landes beispielsweise in den Bereichen Gesundheitsversorgung, Infrastruktur, Flugsicherung und kommunale Verwaltung leisten. Das kann von der Beratung, Ausbildung, Unterstützung bei der Koordinierung des Wiederaufbaus bis hin zur übergangsweisen Übernahme von Leistungen oder Teilleistungen reichen.
Demobilisierung und Entwaffnung von Konfliktparteien sowie Rüstungskontroll- und Nichtverbreitungsmaßnahmen sind weitere Maßnahmen der Krisennachsorge.